# Centro Científico Tecnológico Patagonia Norte
El Centro Científico Tecnológico Patagonia Norte (CCT Patagonia Norte) es un centro de investigación y desarrollo de CONICET que agrupa a diferentes institutos de Río Negro y Neuquén. Fue creado en 2009 bajo el nombre de CCT Comahue, para luego ser renombrado con su denominación actual. Su primera directora fue la Dra. María Rosa Giraudo.

## Unidades ejecutoras
Está conformado por las siguientes Unidades Ejecutoras:
- Instituto de Investigaciones en Diversidad Cultural y Procesos del Cambio (IIDyPCa)
- Instituto de Investigaciones en Biodiversidad y Medio Ambiente (INIBIOMA)
- Centro de Investigaciones Esquel de Montaña y Estepa Patagónica (CIEMEP)
- Instituto Andino Patagónico en Tecnologías Biológicas y Geoambientales (IPATEC)
- Instituto de Investigaciones Forestales y Agropecuarias Bariloche (IFAB)
- Instituto de Nanociencia y Nanotecnología (INN)